# 澁川流
渋川流（しぶかわりゅう）は、渋川伴五郎義方（しぶかわばんごろうよしまさ 承応3年(1654年)–宝永初年5月7日(1704年6月8日)）が開いた柔術の流派である。
系統によって異なるが、柔術以外の居合、剣術、その他の武器術も含む系統もある。

## 歴史
流祖の渋川伴五郎義方は、関口流柔術二代目関口八郎佐衛門氏業の門人で、天和初年に和歌山から江戸へ出て道場を開いた。
新流を自称したが、教授内容は関口流の古法を墨守しており、渋川本家は「関口正統渋川流」と称した。
門人には、義方の養子となり二代目を継承して渋川友右衛門胤親と改名した弓道弾右衛門政賢(友右衛門とは別人とする有力説あり)の他、甲府勤番士薬師寺方正政俊(前名は宮部小左衛門)、熊本藩士井沢蠕龍軒長秀（関口流居合として伝承）などがいる。
広島藩士森島求馬勝豊は年代から三代目の渋川伴五郎資矩の弟子とされている。以上のうち、渋川本家と薬師寺の甲州伝はいずれも大正年間に伝承が途絶えたが、森島と井沢の伝承は現在に及んでいる。
渋川義方自身は渋川流ではなく「関口流」を名乗っていたこともあって、母体である関口流と混同されることもある。関口流同様、この流派から分かれた流派は多い。主なものに井澤長秀が開いた関口流抜刀術（肥後流居合）、岩本儀兵衛が開いた転心流、平山行蔵が開いた忠孝心貫流などがある。
渋川家七代目の渋川伴五郎英實の門人である久留米藩の久冨鉄太郎は明治時代に警視庁の柔術師範となり警視庁柔術世話掛の創設に関わった。また渋川流他数流派の形から警視流拳法の制定した。

### 広島藩の澁川流
安芸国の森島求馬勝豊が伝えた系統の渋川流で広島藩で広く学ばれていた。明治時代に広島藩から大阪府伝わり現在も活動している。
森島求馬勝豊は渋川伴五郎から渋川流を学んだ。
森島求馬は年代から3代目渋川伴五郎資矩の弟子と考えられており、4代目渋川伴五郎時英の「薫風雑話」という随筆に安芸候の家士として名前が記されている。
明治時代に安芸藩最後の指南役である大山善太郎が大阪柴島に移住して誠心館道場を開いた。
大山善太郎の高弟の住永清親が7代目を継承したことにより以降は住永家に伝わった。
住永清親は1874年（明治7年）に大山善太郎の門に入って渋川流を学び、1883年（明治16年）に免許を授かった。
住永為次郎教勝は1878年（明治11年）に大山善太郎の門に入って渋川流を学び後に8代目となった。
住永為次郎は第二次世界大戦末期に戦争の激化にともなって渋川流が途絶えるのを心配し早々に養子の住永博を9代目にして続いて10代目に高弟の古川鉄美を立てた。
9代目の住永博は1903年（明治36年）に鹿児島県生まれで住永為次郎の養子となった人物である。1919年（大正8年）住永為次郎に就いて渋川流を学び、1935年（昭和10年）に免許皆伝を受けた。
また、10代目の古川鉄美は1921年（大正10年）住永為次郎に就いて渋川流を学び、1938年（昭和13年）に免許皆伝を受けた。住永博の妻の住永とし子は1928年（昭和3年）に住永為次郎に入門し、1948年（昭和23年）に免許皆伝を受けた。
第二次世界大戦直後はGHQにより道場を再開することができず、稽古は夜の周囲が寝静まってから住永博と住永とし子の二人で行っていた。
古川国幸は住永博武継とは別に道場を構えていたが、本業の開業医が多忙で柔術指導は住永武継が代稽古役として指導することが多かった。
11代を継いだ水田益男は1957年（昭和32年）に住永博武継の誠心館に入門して渋川流を修行した。当時の誠心館は一週間に6日で夕方の5時半から夜の11時までが稽古という激しいものだったという。
1967年（昭和42年）には門人が150人を数えるほどになった。
現在は大阪府で水田益男の後を継いで12世師範となった吉野明嗣が代表を務める誠心館や免許皆伝の佐竹俊典が立ち上げた立禅会で伝承されている。

## 系譜

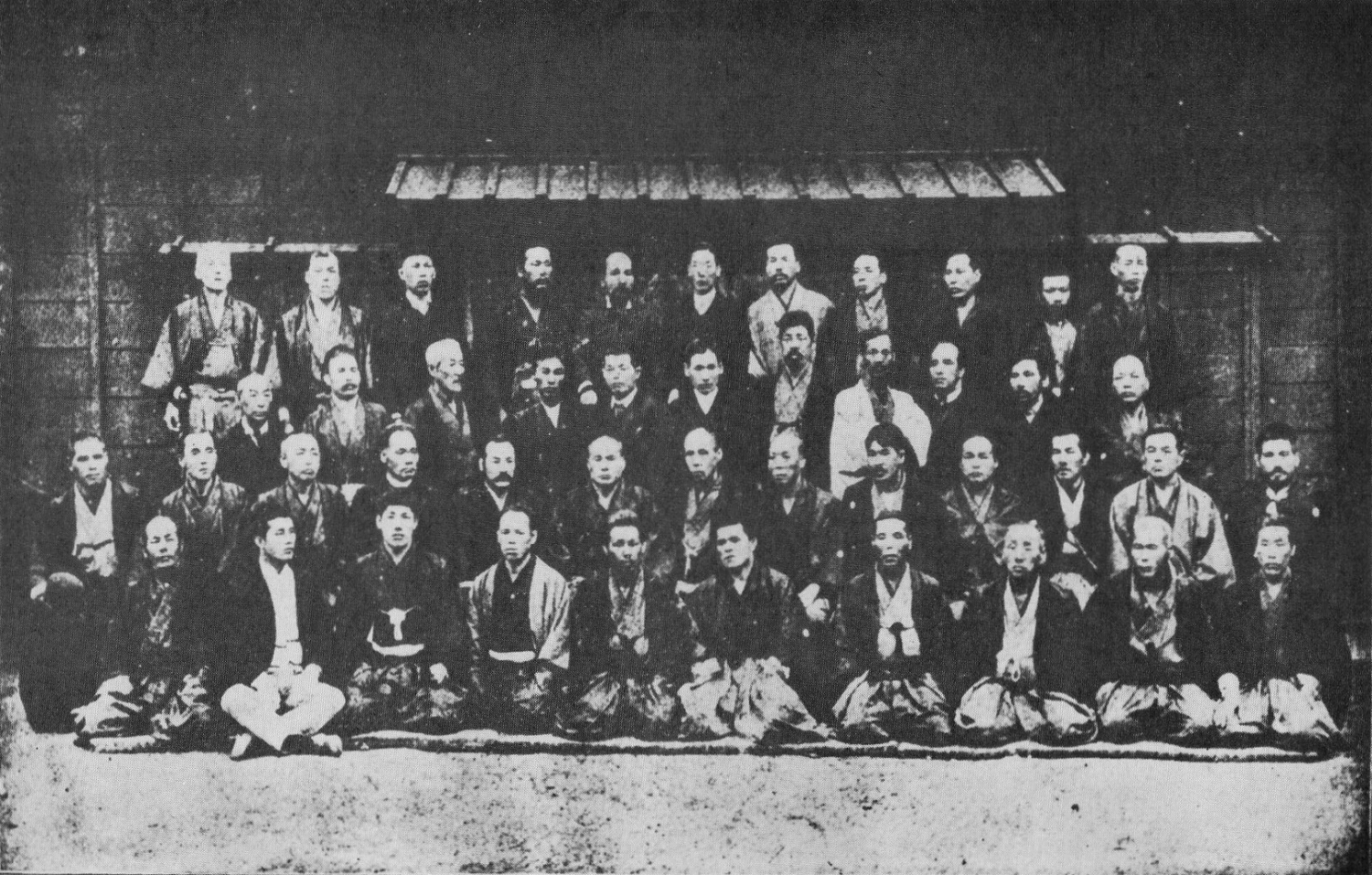
1888年（明治21年）ごろの警視庁武術世話掛
一列右から三人目が渋川伴五郎英實の門人の久富鉄太郎

- 初代：渋川伴五郎義方
  - 井澤長秀　（関口流抜刀術）
  - 岩本儀兵衛
- 二代：渋川友衛門胤親/弓場弾右衛門政賢
- 三代：渋川伴五郎資矩
  - 森島求馬勝豊（安芸藩）
- 四代：渋川伴五郎時英
  - 平山行蔵
- 五代：渋川伴五郎輔元/加藤浜次郎
- 六代：渋川伴五郎英中/岩堀浜次郎
  - 後藤誠兵衛
- 七代：渋川伴五郎英實（1826-1878）
  - 久富鉄太郎（警視庁柔術師範）
  - 野村綱
- 八代：渋川伴五郎玉吉（1866-1924）
  - 内田康哉
  - 平沼騏一郎
  - 林権助
  - 大津麟平
- 九代：渋川英元

### 広島藩 澁川流の系譜
住永清親までの系譜
- 澁川伴五郎代喬
- 森島求馬勝豊
- 森島愛之助勝与
- 新見基次郎範延
- 河村多久蔵知之（川村多久蔵とも）
- 大山善太郎正勝（安芸藩から大阪に移住する）
- 住永清親清澄（7代）

住永為次郎以降の系譜
- 住永為次郎教勝（8代）
  - 住永博武継（9代）
    - 水田益男武幸（11世）
      - 佐竹俊典
        - 佐竹仁（立禅会）

      - 吉野明嗣武正（12世）
      - 中島晋二
      - 三好敬吾
      - 桝野三郎

  - 古川鉄美国幸（10代）
  - 住永とし子翠泉

## 内容
渋川流の体系は渋川伴五郎時英の『柔術大成録』に記されている。
手続・車取・固メ・立合・組合の総計59の勢法をもって、打ち返し繰り返し練習し不堪の気体を変化させ一身の節制を調て身の負けを無くすことを目的としていた。手続より固メまでは座したところの節制を調える所作で、立合・組合は立ったところの節制を調える所作であった。
手續　二十
車取　十六
固メ　七
立合　六
組合　十
居合　十一
剣術　十
外物
胸押・帯引・鬼拳・袈裟固・四ッ手押
帯曳・両鬼拳・海老占・引立・腰付抔

### 広島藩渋川流の内容
広島藩から大阪に伝わった渋川流の内容は、本家である関口正統渋川流を基礎に広島藩で伝えられていた他流の影響を受け独自の変化発展を遂げている。
表芸の柔術に加えて捕縄術・棒術・剣術（二刀流も含む）・居合・薙刀術・小太刀（槍に対する小太刀も含む）・十手・鉄扇・鎖鎌などの様々な技術と多くの武器術を現在まで伝えている。
また独自の乱捕稽古が伝わっており、投技や組打（固技・関節技・締技）など多くの乱捕技が教えられている。
他に複数の六尺棒で喉を押さえられた状態から抜ける詰事などの鍛錬法が伝わっている。
体系は半伝・初伝・付目録・目録・本目録・奥儀・皆伝の全七巻からなる。
第一巻　半伝
第二巻　初伝
第三巻　付目録
第四巻　目録
第五巻　本目録
第六巻　奥儀
第七巻　皆伝

## 関連史跡
澁川流躰術の奉納額
1892年（明治25年）大山善太郎一門が大阪の柴島神社に掲げた奉納額である。

## その他
- 流祖の渋川伴五郎の身の丈は6尺2寸（186センチ）で、17世紀後半の日本人男性の平均身長（155−158cm）[5]と比べると目立って高身長である[6]。ただし同時代の力士には7尺5寸（227センチ前後）の例があり[7]、現代よりもおしなべて背が低かったわけではない。

## 関連資料
国立国会図書館の近代ライブラリーより。
- 岡田霞船（編）『渋川流名誉柔術 』 、大川屋、明治25年（1892年）- （オンライン公開）。

以下の資料は、図書館送信限定公開。末尾に「.jp2」とついた数値はデジタルファイルの画像番号を指す。
- 長谷川泰一『柔道精解』、長谷川泰一（私家版）、1928年（昭和3年）、pp.11 -17 (0017.jp2-0020.jp2)。
  - 「第四節　狹義の起源に就いて」（竹内流、扱心流、關口流、制剛流、夢想流、梶原流、福野流、起倒流、澁川流）
  - 第四節　狹義の起源に就いて / pp.11 -17 (0017.jp2-0020.jp2)（竹内流、扱心流、關口流、制剛流、夢想流、梶原流、福野流、起倒流、澁川流）
- 小西重直、石井蓉年（選）他「澁川流の耳掴み」『水戸黄門物語』、ヨウネン社〈課外読本学級文庫〉、1929年（昭和4年）pp.65-88。
- 小西重直、石井蓉年（選）他「澁川流の耳掴み」『水戸黄門物語』、ヨウネン社〈課外読本学級文庫〉、1929年（昭和4年）pp.65-88。
- 桜庭武『柔道史攷』目黒書店、1935年（昭和10年）。
  - 「第七章　關口新心流」p.47 (0033.jp2)
  - 「第八章　澁川流」pp.64-77 (0042.jp2-0048.jp2)
- 戸伏太兵「関口流代々と渋川流代々」警視庁警務部教養課（編）『自警』第39巻第5号、自警会、1957年5月、pp.124-130 (0068.jp2)。
- 青木春三「むすめ渋川流」『若獅子剣法』、桃源社、1960年。pp.95-104 (0051.jp2-0056.jp2)。
- 「古武道紹介 渋川流」『人物往来歴史読本』第10巻第2号、1965年2月。人物往来社、pp.20-24 (0011.jp2-0013.jp2)。
- 『柔術・空手・拳法・合気術』今村嘉雄、小笠原清信、岸野雄三（編）、人物往来社〈日本武道全集 第5巻〉、1966年。
  - 「関口流」pp.215 -235
  - 「渋川流」p.321
- 加来耕三「子孫が語り継ぐ“生きている歴史” 渋川流柔術・始祖渋川伴五郎義方 」『歴史研究』第392号、歴研、1994年1月、ISSN 0287-5403。pp.82-83 (0043.jp2)。
- 下川潮 著『剣道の発達』大日本武徳会、1925年
- 飯島唯一 編『日本武術名家傳』飯島唯一、1902年